# Raccordo autostradale 4
Le raccordo autostradale 4 (RA 4) (raccord autoroutier 4 en français) relie l'autoroute A2 à la route nationale 106 en passant par la ville de Reggio de Calabre. La jonction autoroutière forme également la section centrale du soi-disant périphérique de Reggio de Calabre.

## Parcours
| RA 4 di Reggio Calabria                      |    |    |          |                  |
| Sortie                                       | km | km | Province | Route européenne |
| bifurcation de Reggio de Calabre Salerne     |    |    | RC       |                  |
| Reggio via Lia                               |    |    | RC       |                  |
| Reggio via Cardinale Portanova - via Petrara |    |    | RC       |                  |
| Reggio Spirito Santo - Cannavò               |    |    | RC       |                  |
| Reggio Calopinace (centre)                   |    |    | RC       |                  |
| Reggio Modena - San Sperato                  |    |    | RC       |                  |
| Reggio Arangea - Gallina                     |    |    | RC       |                  |
| Jonica Tarente                               |    |    | RC       |                  |